# Râul Steja
Râul Steja este unul râu afluent al râului Putnișoara. 

## Hărți
- Harta județului Suceava
- Harta Obcinele Bucovinene  Arhivat în 30 iulie 2009, la Wayback Machine.